# Sammy Adjei
Samuel Adjei (Accra, 1º settembre 1980) è un ex calciatore ghanese, di ruolo portiere.

## Carriera

### Club
Sammy Adjei iniziò a giocare per la squadra della sua città, Accra, ovvero l'Hearts Of Oak. Passò poi al Club Africain, tornò all'Hearts of Oak e, prima del terzo ritorno ad Accra, giocò qualche stagione per l'Ashdod.

### Nazionale
Ha partecipato ai Mondiali Under-20 del 1999.
Venne convocato dal Ghana per i Mondiali del 2006 in Germania. Venne chiamato anche come secondo portiere per la Coppa d'Africa 2008, dopo la quale decise di ritirarsi dal calcio internazionale.

## Palmarès

### Club

#### Competizioni nazionali
- Campionato ghanese: 7

Hearts of Oak: 1997-1998, 1998-1999, 1999, 2000, 2001, 2002, 2008-2009
- Coppa del Ghana: 2

Hearts of Oak: 1999, 2000

#### Competizioni internazionali
- CAF Champions League: 1

Hearts of Oak: 2000
- Supercoppa CAF: 1

Hearts of Oak: 2001